# Q-stjerne
 For alternative betydninger, se Hul.
Q-stjerner, også kendte som grå huller, er kompakte, tunge neutronstjerner i en meget speciel tilstand. Q-stjerner skal ikke forveksles med kvarkstjerner, da Q ikke står for Quark (kvark). Q-stjerner kan misfortolkes som sorte huller. Det kompakte objekt i midten af V404 Cygni er netop en Q-stjerne først mistænkt for at være et sort hul.
| Astronomi | Spire Denne artikel om astronomi er en spire som bør udbygges. Du er velkommen til at hjælpe Wikipedia ved at udvide den. |